# (37591) 1991 TD4
1991 TD4 (asteroide 37591) é um asteroide da cintura principal. Possui uma excentricidade de 0.26728390 e uma inclinação de 17.91284º.
Este asteroide foi descoberto no dia 10 de outubro de 1991 por Kenneth J. Lawrence em Palomar.